# Písař (starověký Egypt)
Písař je osoba, jejímž povoláním je zapisování textů.

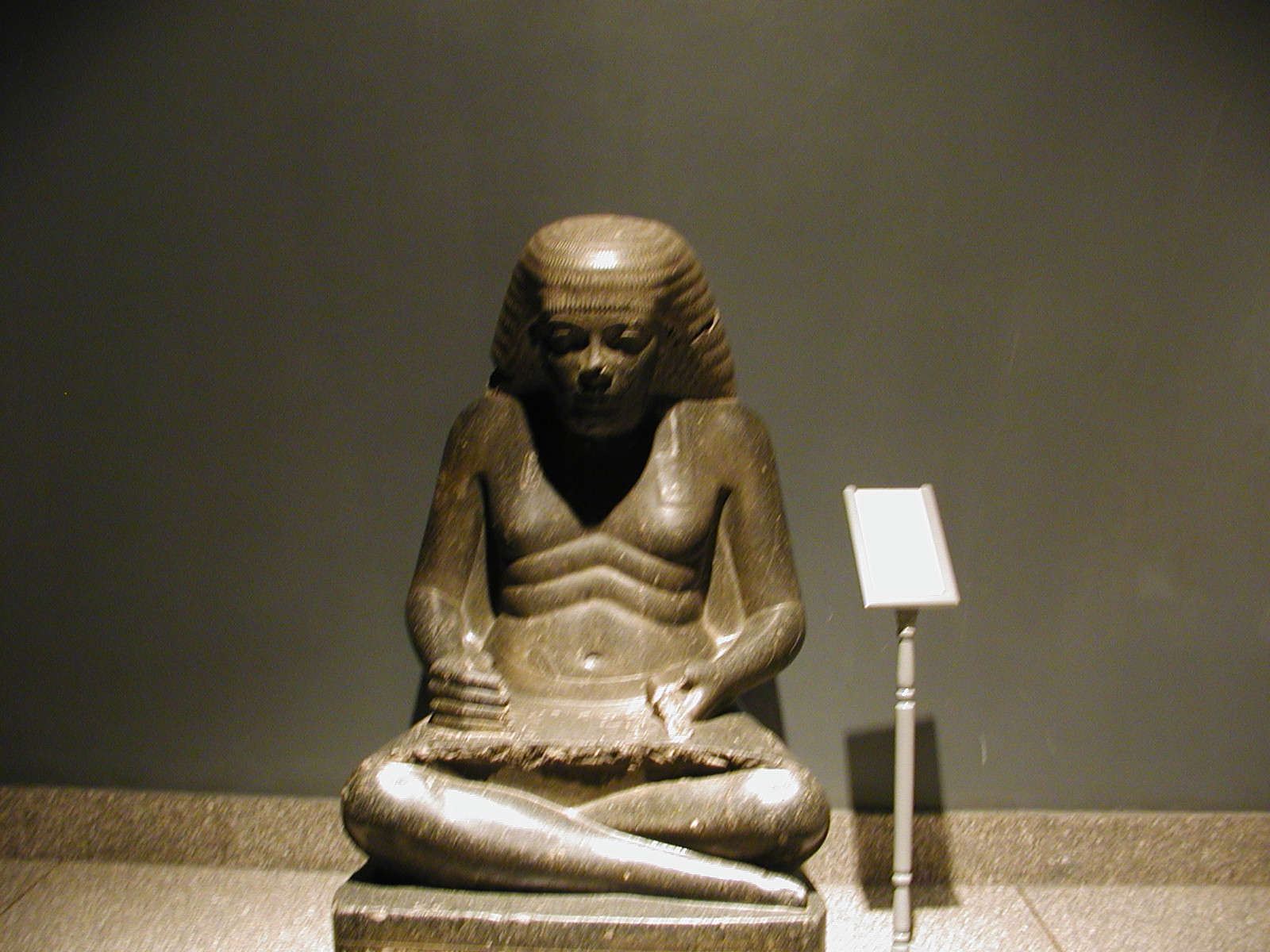
Egyptský písař

Ve Starověkém Egyptě byli písaři nejen zapisovači, ale také výkonnými úředníky a výběrčími daní, sami však byli od daní osvobozeni, stejně jako od vojenských povinností. Vykonavatelé tohoto povolání se těšili velké úctě, ale vyvolávali také bázeň. O životě a společenském postavení písařů pojednává například Kniha moudrých rad do života. 
Patronem písařů byl Thovt, bůh písma a moudrosti.
Pravděpodobně nejznámější sochou písaře je Sedící písař.